# Chrisopiji Dewedzi
Chrisopiji Dewedzi (gr.: Χρυσοπηγή Δεβετζή, Chrysopi̱gí̱ Devetzí̱; ur. 2 października 1975 w Aleksandropolis) – grecka lekkoatletka, trójskoczkini, skoczkini w dal, dwukrotna medalistka olimpijska.
Dewedzi to trzykrotna mistrzyni kraju w trójskoku oraz mistrzyni kraju w skoku w dal. Największym osiągnięciem Devetzí jest srebrny medal w trójskoku Igrzysk Olimpijskich w 2004. Oddała wówczas najdłuższy jak dotychczas skok w swojej karierze - 15,32 m. Wynik ten daje jej 5. wśród najlepszych zawodniczek wszech czasów, jest to także rekord Grecji (Devetzi jest także halową rekordzistką kraju – 15,00 w 2008 – 10. wynik w historii światowej lekkoatletyki).
Dewedzi jest również brązową medalistką mistrzostw świata z Osaki (przegrała srebro z Rosjanką Tatianą Lebiediewą o 3 cm), srebrną w 2008 i brązową medalistką w 2004 halowych mistrzostw świata oraz srebrną medalistką mistrzostw Europy w 2006.
Z powodu naruszenia przepisów antydopingowych (w 2009) na Greczynkę nałożono karę dwuletniej dyskwalifikacji (do 8 grudnia 2012), co uniemożliwiło zawodniczce występ na igrzyskach w Londynie w 2012.